# ...Magni blandinn ok megintiri...
...Magni blandinn ok megintiri... (v překladu z islandštiny Smíšeno se sílou a slávou) je druhé studiové album německé viking/folk/black metalové skupiny Falkenbach z roku 1998, které vyšlo u vydavatelství Napalm Records. Album nazpíval a všechny nástroje nahrál jediný stálý člen kapely Markus Tümmers alias Vratyas Vakyas.

## Seznam skladeb
1. ”...When Gjallarhorn Will Sound” – 8:29
2. ”...Where Blood Will Soon Be Shed” – 7:15
3. ”Towards The Hall Of Bronzen Shields” – 6:02
4. ”The Heathenish Foray” – 8:00
5. ”Walhall” – 5:29
6. ”Baldurs Tod” – 5:54

## Sestava
- Vratyas Vakyas – vokál, všechny nástroje